# Tune Kursuscenter
Tune Kursuscenter (tidligere Tune Landboskole) startede i 1871 dér, hvor Michael Giøes Folkehøjskole 4 år tidligere var startet. 
Gennem skolens 130-årige historie har utallige unge landmænd fået en videre uddannelse, og Tune Landboskole kom gennem årene til at betyde meget for landbruget, andelsbevægelsen og den moderne mejeridrift. 
I 1967 blev Tune Landboskole en selvejende institution med repræsentanter fra de danske landbrugsorganisationer i bestyrelsen. Samme år blev der skabt en efteruddannelse i landbrug, landbrugsvidenskab og formidling, som blev placeret i Tune sammen med Landbrugets Informationskontor kaldet LIK.
Efteruddannelsen fortsatte indtil 1999, hvor skolen fusionerede med Koldkærgård og Hovborg Landboskole i virksomheden Agro Forum, der ejedes af de danske landbrugsorganisationer. Siden har Tune Landboskole fungeret som det kursuscenter, der kendes i dag.